# Arthur 3. – A világok harca
Az Arthur 3. – A világok harca (eredeti cím: Arthur et la guerre des deux mondes) 2010-ben bemutatott francia animációs film, amelynek a rendezője Luc Besson, producerei Luc Besson, Stéphane Lecomte és Emmanuel Prévost, a zeneszerzője Éric Serra, az írói Luc Besson és Céline Garcia. A film a EuropaCorp, az Apipoulaï, az Avalanche Productions és a Nafia Entertainment Group gyártásában készült, és a EuropaCorp és a 20th Century Fox Home Entertainment  forgalmazásában jelent meg. Műfaját tekintve kalandfilm és fantasyfilm. 
Franciaországban 2010. október 13-án mutatták be, Magyarországon pedig 2010. december 23-án.

## Szereplők
| Szereplő | Színész            | Magyar hang      |
| --- | ------------------ | ---------------- |
| Arthur | Freddie Highmore   | Czető Ádám       |
| Maltazár | Lou Reed           | Széles Tamás     |
| Arthur nagymamája | Mia Farrow         | Bánsági Ildikó   |
| Archibald | Ron Crawford       | Borbiczki Ferenc |
| Holdviola | Selena Gomez       | Gubás Gabi       |
| Tátombák | Jimmy Fallon       | Baráth István    |
| Armand | Robert Stanton     | Seress Zoltán    |
| Rose | Penny Balfour      | Román Judit      |
| Massaï főnök | Jean Bejote Njamba | Bognár Tamás     |
| Dr. Stitch | Steve Routman      | Tahi József      |
| További magyar hangok: |                    |                  |
| Blaskó Péter, Faragó András, Fehér Péter, Fenyő József, Haagen Imre, Juhász György, Kajtár Róbert, Kőszegi Ákos, Schneider Zoltán, Seszták Szabolcs, Szélyes Imre, Tokaji Csaba, Varga Rókus |                    |                  |